# Lahraj
Lahraj este o comună din departamentul Ould Yengé, Regiunea Guidimakha, Mauritania, cu o populație de 6.360 locuitori.